# Condado de Mills (Iowa)
El condado de Mills (en inglés: Mills County, Iowa), fundado en 1851, es uno de los 99 condados del estado estadounidense de Iowa. En el año 2000 tenía una población de 14 547 habitantes con una densidad poblacional de 13 personas por km². La sede del condado es Glenwood.

## Historia
El Condado de Mills, fue fundado el 15 de enero de 1851.

## Geografía
Según la Oficina del Censo, el condado tiene un área total de 1139 km² (439,8 mi²), de la cual 1131 km² (436,7 mi²) es tierra y 8 km² (3,1 mi²) es agua.

### Condados adyacentes
- Condado de Pottawattamie norte
- Condado de Montgomery este
- Condado de Fremont sur
- Condado de Cass suroeste
- Condado de Sarpy oeste

## Demografía
En el 2000 la renta per cápita promedia del condado era de $42 428, y el ingreso promedio para una familia era de $49 592. El ingreso per cápita para el condado era de $18 736. En 2000 los hombres tenían un ingreso per cápita de $31 721 contra $24 938 para las mujeres. Alrededor del 8.30% de la población estaba bajo el umbral de pobreza nacional.
| 1900   | 1910   | 1920   | 1930   | 1940   | 1950   | 1960   | 1970   | 1980   | 1990   | 2000   |
| ------ | ------ | ------ | ------ | ------ | ------ | ------ | ------ | ------ | ------ | ------ |
| 16 764 | 15 811 | 15 422 | 15 866 | 15 064 | 14 064 | 13 050 | 11 606 | 13 406 | 13 202 | 14 547 |

## Lugares

### Ciudades
- Emerson
- Glenwood
- Hastings
- Henderson
- Malvern
- Pacific Junction
- Silver City
- Tabor

### Comunidades no incorporadas
- Mineola

### Principales carreteras
- Interestatal 29
- U.S. Highway 34
- U.S. Highway 59
- U.S. Highway 275
- Carretera de Iowa 370